# Santana (Amapá)
Santana è un comune del Brasile nello Stato dell'Amapá, parte della mesoregione di Sul do Amapá e della microregione di Macapá.

## Geografia antropica

### Suddivisioni amministrative
Dal punto di vista amministrativo, la città è divisa in 17 quartieri, o bairros :
- Area Portuária
- Paraiso
- Novo Horizonte
- Fonte Nova
- Vila Daniel
- Jardim de Deus
- Vila Amazonas
- Igarapé da Fortaleza
- Provedor I e II
- Piçarreira
- Nova Brasilia
- Elasbão
- Centro
- Delta do Matapì
- Nova União
- Hospitalidade